# اوسون (کمون)
اوسون (به فرانسوی: Aussonne) یک کمون در فرانسه است که در canton of Grenade واقع شده‌است. اوسون ۱۳٫۷۶ کیلومتر مربع مساحت دارد ۱۴۵ متر بالاتر از سطح دریا واقع شده‌است.